# Montrond (Jura)
Montrond település Franciaországban, Jura megyében. Lakosainak száma 483 fő (2022. január 1.). Montrond Molain, Ardon, Besain, Champagnole, Crotenay, Le Pasquier és Valempoulières községekkel határos.

## Népesség
A település népességének változása:
| Lakosok száma | 356  | 383  | 400  | 420  | 505  | 496  | 492  | 491  | 494  | 483  |
|               | 1968 | 1982 | 1990 | 2006 | 2013 | 2015 | 2017 | 2019 | 2020 | 2022 |